# کانتری لایف اکرس (میسوری)
کانتری لایف اکرس (به انگلیسی: Country Life Acres) یک روستا (ایالات متحده آمریکا) در ایالات متحده آمریکا است که در شهرستان سنت لوئیس، میزوری واقع شده‌است.
 کانتری لایف اکرس ۰٫۳۲ کیلومتر مربع مساحت و ۷۴ نفر جمعیت دارد و ۲۰۲ متر بالاتر از سطح دریا واقع شده‌است.